# Kennedy Nketani
Kennedy Nketani (ur. 25 grudnia 1984) – zambijski piłkarz grający na pozycji obrońcy.

## Kariera klubowa
Karierę piłkarską Nketani rozpoczął w klubie Makumbi Stars. W jego barwach zadebiutował w rozgrywkach zambijskiej Premier League. W 2003 roku odszedł do Zanaco FC. W latach 2005, 2006 i 2009 został z Zanaco mistrzem Zambii. W 2006 roku zdobył Challenge Cup, a także Zambijską Tarczę Dobroczynności. W 2011 roku przeszedł do Red Arrows FC, gdzie grał przez trzy lata. W 2014 roku ponownie występował w Zanaco FC, a w 2015 przeszedł do Nkwazi Lusaka. W 2017 zakończył karierę.

## Kariera reprezentacyjna
W reprezentacji Zambii Nketani zadebiutował 5 czerwca 2005 roku w przegranym 1:4 meczu eliminacji do MŚ 2006 z Togo. W 2006 roku został powołany do kadry na Puchar Narodów Afryki 2006 i rozegrał tam 3 mecze: z Tunezją (1:4), z Gwineą (1:2) i z Republiką Południowej Afryki (1:0). Z kolei w 2008 roku powołano go na Puchar Narodów Afryki 2008. Tam zagrał we 2 spotkaniach: z Sudanem (3:0) i z Kamerunem (1:5). Od 2005 do 2008 rozegrał w kadrze narodowej 32 mecze.